# Heraionul din Samos

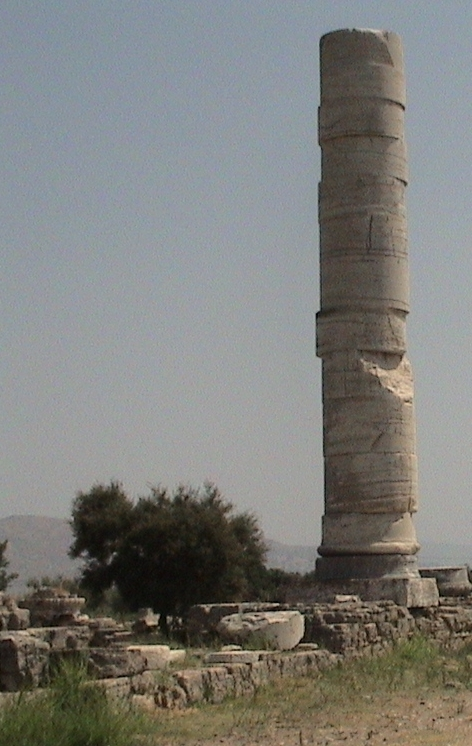
Heraionul din Samos

Templul Heraion din Samos a fost unul dintre cele mai impresionante temple ale Greciei arhaice, dedicat zeiței Hera. Heraionul se află aproape de vechiul oraș Samos, actualul Pythagoreio din Prefectura Samos.
Au exista mai multe Heraioane în Samos în cursul istoriei. Primul, numit Hekatompedos (o sută de picioare), era un templu construit în sec 8 îHr de aprox 33m. Acest prim templu este înlocuit înainte de 550 îHr de un templu gigantic, poate pe model egiptean, cel mai mare din Ionia perioadei respective, purtând mărturie prosperității insulei. Acest al doilea templu este numit templul lui Rhoikos, și a a fost distrus la scurt timp după terminare, poate din cauza terenului mlăștinos care caracterizează amplasamentul Heraionului. Succesorul său, este de dimensiuni ceva mai mari chiar, deplasat cu 40 m spre vest, a fost în construcție timp de câteva secole, până în perioada romană și nu a fost terminat. Coloana vizibilă și astăzi este din acest al treilea templu
Un kouros monumental a fost descoperit, purtând inscripția Iskes anetheken oresios. Datat aproximat 580 îHr, poate fi văzut acum la muzeul din Samos.
Herodot remarcă două statui din lemn ale faraonului Amasis II, ca daruri ale acestuia către tiranul Policrate, instalate „după ușile marelui altar”.